# Annette - Cannes edition
Annette – Cannes edition is een muziekalbum van Sparks. Het bevat filmmuziek die Ron Mael en Russell Mael schreven voor hun eigen film onder dezelfde titel. Het album vergezelde de première van de film tijdens het Filmfestival van Cannes 2021 te Cannes. Aan het album werkten musici en zangers mee die deels ook in de film te vinden waren. Opnamen vonden grotendeels plaats in de Sparks Studios in Los Angeles. De Sparks is slechts op een aantal tracks zelf te horen.

## Musici
- Russell Mael – zang
- Ron Mael – toetsinstrumenten, elektronica

Met
- Steve Nistor – drumstel
- Evan Wiess, Eli Pearl – gitaar
- Alex Casnoff – aanvullende toetsen
- Pat Kelly – basgitaar
- Ryan Parrish, Joe Berry – saxofoons
- Six women: Julia Bullock, Claron McFadden, Natalie Mendoza, Kiko Mizuhara, Noémie Schellens, Angele van Laeken
- Deutsches Filmorchester Babelsberg, onder leiding van Robert Reimer

## Muziek
Alles geschreven door gebroeders Mael

| Nr. | Titel | Duur |
| --- | --- | ---- |
| 1.  | So may we start (uitvoerenden: Sparks, Adam Driver, Marion Cotillard, Simon Helberg)                                                      | 3:44 |
| 2.  | True love always finds a way (uitvoerenden: Sparks, Marion Cotillard)                                                                     | 1:25 |
| 3.  | We love each other so much (uitvoerenden: Adam Driver, Marion Cotillard)                                                                  | 3:32 |
| 4.  | I’m an accompanist (uitvoerenden: Simon Helberg)                                                                                          | 1:24 |
| 5.  | Aria (The forest) (uitvoerenden: Marion Cotillard, Catherine Trottmann)                                                                   | 3:17 |
| 6.  | She’s out of the world (uitvoerenden: Sparks, Adam Driver, Marion Cotillard)                                                              | 2:23 |
| 7.  | Six women have come forward (uitvoerenden: Sparks, Six women)                                                                             | 2:03 |
| 8.  | You used to laugh (uitvoerenden: Sparks, Adam Driver)                                                                                     | 2:13 |
| 9.  | Girl from the middle of nowhere (uitvoerenden: Marion Cotillard)                                                                          | 2:57 |
| 10. | Let’s waltz in the storm (uitvoerenden: Adam Driver, Marion Cotillard)                                                                    | 3:33 |
| 11. | We’ve washed ashore/Baby aria (The moon)/I will haunt you, Henry (uitvoerenden: Adam Driver, Hebe Griffiths, Marion Cotillard, Trottmann) | 4:49 |
| 12. | Premiere performance of baby Annette (uitvoerenden: Adam Driver, Wim Opbrouck)                                                            | 2:13 |
| 13. | All the girls (uitvoerenden: Adam Driver)                                                                                                 | 1:19 |
| 14. | Stepping back in time (uitvoerenden: Adam Driver, Marion Cotillard, Trottmann)                                                            | 2:04 |
| 15. | Sympathy for the abyss (uitvoerenden: Adam Driver, Devyn McDowell)                                                                        | 3:51 |